# Нагаев (залив)
Нагаев е малък залив, част от по-големия Тауйски залив в северната част но Охотско море, където е разположено пристанището на Магадан.
Заливът се вдава на 16 км към сушата, защитен от ветрове от север и изток от полуостровите Старицки и Чириков, поради което е подходящ за морско пристанище на Охотско море. В източната му част е разположен град Магадан, а в северната – морското търговско пристанище на Магадан.
Заливът носи името на руския картограф и изследовател адмирал Алексей Нагаев (1704-1781). 
По време на Сталинските репресии заливът е използван като отправен пункт на работна сила – волнонаемни и лагеристи към вътрешността на Колимския край, където местно население практически отстъства. Това става по Заповед на ОГПУ №287 от 01.04.1932, с която се нарежда създаването на Североизточния изправително-трудов лагер Севвостлаг за обезпечаване с жива сила дейността на тръста Далстрой. Първият етап затворници, около 100 души, пристигат тук с парахода Сахалин на 4 февруари 1932 г., като до края на годината са докарани оощи 10-12 хиляди лагеристи.
Още през 1932-1933 г. тук са построени първите кейове, на които могат да акостират морски плавателни съдове, след което през годините пристанището се разширява. Във вътрешността на залива възниква селището Нагаев, по-късно преименувано на Магадан, което от 1937 г. става ръководен център на дейността на тръста Далстрой и на лагерния комплекс Севвостлаг.
От 1934 г. пристанището в залива Нагаев става отправен център към вътрешността на работници, лагеристи, техника и материали за строителството на Колимската магистрала, както и за други пътни и теснолинейни жп връзки с лагерите в Колима.
На 19 декември 1947 в залива се взривява корабът „Ген. Ватунин“, вследствие на което са разрушени постройките на пристанището и загиват между 90 и 110 души 
През 1963 г. ледоразбивачът „Москва“ осъществява първото зимно лоцманско провеждане на кораби през замръзналото Охотско море. 
Заливът Нагаев и град Магадан са споменати в песен на Владимир Висоцки.